# Ross Barkley
Ross Barkley, född 5 december 1993 i Liverpool, är en engelsk fotbollsspelare som spelar för Premier League-klubben Aston Villa.

## Klubbkarriär
Den 5 januari 2018 värvades Barkley av Chelsea, där han skrev på ett 5,5-årskontrakt. Den 30 september 2020 lånades Barkley ut till Aston Villa på ett låneavtal över säsongen 2020/2021.
Den 4 september 2022 värvades Barkley på fri transfer av franska Nice.
Den 9 augusti 2023 värvades Barkley av Luton Town. Den 1 juli 2024 blev han klar för en återkomst i Aston Villa.

## Landslagskarriär
Den 12 maj 2014 blev Barkley uttagen i Englands trupp till fotbolls-VM 2014 av förbundskaptenen Roy Hodgson.